# Madách Imre hatása a romániai magyar irodalomra
Madách Imre hatása az erdélyi magyar irodalomra jelentősnek nevezhető, viszont az erdélyi magyar színjátszásnak is elévülhetetlen érdemei vannak Madách népszerűsítésében.

## Madách Imre emlékezete Erdélyben

### A színjátszásban
Az erdélyi magyar színjátszásnak elévülhetetlen érdemei vannak Madách Imre (1823-1864) géniuszának népszerűsítésében. Az ember tragédiája ősbemutatóját a budapesti Nemzeti Színházban 1883. szeptember 21-én a Kolozsvárról elszármazott Paulay Ede rendezte, aki a Tragédia színrevitelének gondolatával már a kincses városban foglalkozott. Alig telt el öt hónap, és 1884. február 27-én Kolozsvárt is színre került a nagy mű Ecsedi Kovács Gyula rendezésében, lényegében a Paulay-féle elképzelés szerint. A darab értelmezésében Arany János felfogását vették alapul, és igyekeztek a pesszimisztikusnak vélt hangulatot enyhíteni. A koráramlatnak megfelelő deklamációs stílusban játsz(ot)ták. Az első kolozsvári előadáson Ádámot Ecsedi Kovács Gyula, Évát vendégként Jászai Mari, Lucifert Szentgyörgyi István alakította. A Tragédia előadásának történetéhez hozzátartoznak a többi városok bemutatói is. Nagyváradon 1885. július 14-e és 1943 novembere között 15 különböző társulat előadásában színpadra állított Tragédiát láthatott a közönség.
A Madách-kultusz megteremtésében fontos hozzájárulása volt az erdélyi színjátszásnak, hogy 1886. október 9-én Kolozsvárt előadták a Csák végnapjai c. drámát, majd 1888. február 20-án itt mutatják be először a Mózest, mely ugyanabban az évben Nagyváradon is színre került. 1892. február 6-án került sorra Kolozsvárt a Férfi és nő c. tragédia. Drámatörténeti jelentőségű volt Az ember tragédiája 1913. március 14-i felújítása Kolozsvárott Janovics Jenő rendezésében, amikor először játszották kihagyások nélkül a teljes szöveget. Az Ádám-Éva-Lucifer hármas alakítója ekkor Nagy Adorján, Hettyey Aranka és Szakács Andor. Az előadás színpadtechnikailag is újdonsággal szolgált: a háttérre vetített díszletekkel (pl. az egyiptomi színben).
A kisebbségivé váló erdélyi magyar életben a Tragédia bemutatása a nemzetazonosság-tudat megőrzésének és bizonyításának fontos próbaköve lett, állandó küzdelemben a cenzúra zaklatásával (Madách születésének 100. évfordulóján például a Marseillaise miatt tiltották be az előadást). Mindezek ellenére a Tragédia színrevitele továbbra is a kísérletező szellem ösztönzője maradt.
Janovics az 1920. október 29-i felújításon (Táray Ferenc, Poór Lili, Szakács Andor színészhármassal) a stilizált színpad eszközeit igénybe véve megpróbál szakítani a pátoszos játékkal és naturalista megelevenítéssel, így tárva fel a mű gondolati rétegeit. Alkalmazta a színpadtechnikai újítást, a háttérre vetített díszlet is. Emlékezetes ezután az 1934. február 27-i színrevitel, amely a két világháború közt már-már halódó színjátszás sorsfordulatának kezdetét jelentette. Az 1100 személyes teremben a bemutatón 1400 ember szorongott, s rövid idő alatt Kolozsvárt, Nagyváradon, Brassóban huszonkilencszer adták elő a Tragédiát 30 000 néző előtt. A bevétel biztosította azt az alapot, amiből megvalósulhatott a Thália Rt. népművelő művészi programja. A rendező Kádár Imre nem vette át a budapesti Nemzeti Színház konzervatív, a Zichy-illusztrációk naturalista képzőművészeti keretében játszott 1934-es felújításának koncepcióját, hanem a stilizált színpad kifejezéstárát használva, fényeffektusokkal vitte színre a művet. Az Ádám-Éva-Lucifer hármas: Balázs Samu, Erényi Böske, Forgács Sándor. A modern színészalkat előfutáraként tartjuk számon Forgács Lucifer-alakítását: „nem démon, szellemes, kedélyesen fölényes, intelligens” – írta róla Gaál Gábor, a korabeli krónikás.
Erdélyben is gazdag Az ember tragédiája szabadtéri előadásainak adattára: kiemelkedő volt a Thália Színház társulatának bemutatója 1937. június 26-án Kolozsváron a Református Kollégium nagy udvarán, a Farkas utcai templom tövében (6000 néző előtt ötsíkú színpadon) és 1938. június 27-én Brassóban a Katolikus Főgimnázium udvarán. A színész-hármas mindkét előadáson: Nagy István, Fényes Alice, Kovács György.
Hosszú szünet után újból 1965. november 26-án került színre Kolozsvárt a Tragédia Rappaport Ottó rendezésében. Ez a bemutató is színháztörténeti súlyú. Főszereplői: László Gerő (Ádám), Vitályos Ildikó és Krasznai Paula (Éva), Kovács György és Flóra Jenő (Lucifer). Jelentősége újszerű értelmezésében rejlik, amely „desatanizált”, s a mindig kételkedő, a tudás segítségével mindig újrakezdő ember drámájára helyezte a hangsúlyt. A naturalista hagyományokat elutasító színpadkép Jules Perahim munkája, amely két, közös középpontjuk körül ellentétes irányban forgatható lépcsős körszínpadból állt, biztosítva a játék folyamatosságát és jelképiségét. Az előadás súlyát Kovács György alakítása biztosította, zenéjét Oláh Tibor szerezte.
A Tragédia ősbemutatója és az utolsó színrevitel záró előadása közt Kolozsvárt 237-szer került színre a mű. Említésre méltó a Tragédia nagyváradi bemutatója 1974-ben, amelynek Szabó József rendezésében újítása volt, hogy az előadás narrátoraként Madách alakja is megelevenedik. A váradiak szakítottak a teatralitással, a játékot megfosztják a színésziességtől, s mintegy oratórikus szellemben a madáchi szöveg szolgálatára kötelezik a színészeket. Ugyanekkor Harag György Marosvásárhelyen a Székely Színház művészeivel egy „reteatralizált” rendezésben látványosan viszi a közönség elé a Tragédiát.
A Ceaușescu-diktatúra szigorodásakor betiltják Az ember tragédiája már bemutatás előtt álló újabb előadását azzal az otromba érveléssel, hogy a szocializmusban nem lehet többé az ember „tragédiájáról” beszélni... Leállnak a marosvásárhelyi Nemzeti Színház próbái is, ahol a román tagozaton Octavian Goga híres fordításában készültek a drámát bemutatni.
1989 után viszont lehetővé vált, hogy a marosvásárhelyi magyar tagozat Kincses Elemér rendezésében felújítsa a Mózes erdélyi előadását (1991), s a népét balsorsából kivezető Mózes Ferenczy István alakításában az új történelmi helyzetnek megfelelő jelentőséget kapjon. A társulat ezzel a darabbal szerepelt a III. Kisebbségi Színházfesztivál rendezvénysorozatában a magyarországi Kisvárdán.

### A szakirodalomban
Az erdélyi Madách-kultusz írásbelisége hűen kísérte a Tragédia színpadi változásait, de kezdettől fogva bensőségesebb gondolati kapcsolatba került a Madách-jelenséggel. Haraszti Gyula Madách-könyve (Kolozsvár, 1882) még kora ítéletével a világfájdalmat jelöli meg a költő világnézeteként, Kristóf György azonban (Petőfi és Madách. Kolozsvár, 1923) a XIX. század két nagy írójának humanizmusát egybevetve már így összegez: „Petőfinél az eszmény, az ideálok világa tökéletes, míg Madáchnál a kultúrában és a kultúrának élő nemes lélek tapasztalja, hogy az ideák, az értékek világa is fogyatékos.” A kisebbségi lét nyomásai közepette a Madách-kép hamar ellentmondásaira bomlik. Reményik Sándor a költő halálának 70. évfordulóján az Ádám az Űrben című írásában így jellemzi a Tragédia szerzőjét: „Nem kell neki semmi abból, ami itt kapható, nyerhető, árulható, megvehető, ingyen ölébe hulló vagy kierőszakolható. Semmi.” Ugyancsak itt, a Pásztortűzben Kovács László a történelmi kiábrándulás helyett a remény felcsillanására ügyel... Tárgyilagos művészi szempontot képvisel az Erdélyi Helikonban Bánffy Miklós háromrészes írása (Az Ember Tragédiája a színpadon), Madách hozzá nem értő lefokozását, elhibázott bemutatását bírálja a budapesti Nemzeti Színház rendezésében, s ezzel szemben megdicséri a bécsi Burgtheater német nyelvű Tragédia-bemutatóját, leszögezve, hogy ez az előadás rendezői tökéllyel „hatalmas lépés Madách művének világsikere felé”.
Az erdélyi magyar sors válságos helyzetében alakuló Madách-kép körül 1957-ben már nyílt és szenvedélyes vita támadt. Az újraindult Korunkban Tordai Zádor Jegyzetek Az Ember Tragédiájáról c. alatt Lucifert teszi meg a dráma „legpozitívabb alakjá”-nak, szembehelyezve a tudást a hittel. Konklúziója az, hogy egyetlen kiút lehet a Tragédiából, s ez nem az „ember küzdj és bízva bízzál”... Az ő a hitet elítélő s a tudást kizárólagosan ösztökélővé tevő felfogásával szemben Kallós Miklós Valóban vagy-vagy? c. alatt azzal válaszol, hogy „a forradalmi álmodozás nélküli rideg realizmus éppoly sivár, mint amilyen terméketlen a higgadt számítás nélkül való álmodozás”. Az Igaz Szó szerkesztőségi válasza szerint Tordai „a szkepticizmust, a kiábrándultságot, az eszménytelenséget, pontosabban az egzisztencializmus nihilizmusát emeli eszményképpé", Kovács János pedig az Előrében emel szót „az eszmei csömör és csüggedés meghirdetése" ellen.
Új, reális kép a nagy drámaíró halálának 100. évfordulójára bontakozott ki Barta János Történelemfilozófiai kérdések Az ember tragédiájában (ItK, Budapest, 1965) és Kántor Lajos „Kiket nagyoknak mond a krónika" c. tanulmánya nyomán; utóbbi a Korunkban, az 1964-es évforduló alkalmából összegezi a Madách-kép százados alakulását Arany Jánostól Sőtér Istvánig, s a teljes Madách-életmű irodalmi visszhangjának összehasonlításaiból igazolja, hogy a Tragédia keletkezése saját korának történelméből fogant, s így Madách Tragédiájában „nem választható szét nemzet és haladás, partikuláris és egyetemes – éppen ezzel biztosítva magának a kortárs és az utókor csodálatát". Az irodalomtörténeti áttekintés kiszélesül Kántor Lajos Százéves harc az ember tragédiájáért c. tanulmányában, mely a budapesti Akadémiai Kiadónál jelent meg azzal a Vajda György Mihálytól idézett konklúzióval, hogy „A Tragédia, mai szóval élve, közéleti mű...” Ebben a történelmi gyökerű közéletiségben osztozik a Tragédia a Bach-korszakot leleplező másik Madách-művel, A civilizátorral és a Korunkban többször is kiemelt Mózes c. drámával, s válik az erdélyi magyarság saját történelmét alakító erkölcsi tényezővé.
Kántor Lajos az Utunkban ugyanebben az időben megjelent Közcél és magány c. írásában tetézi Madách történelmi hatékonyságának tételét, leszögezve, hogy egyéniség és tömeg, magány és közcél a Tragédia tengelyét alkotja. „Ez a komolyság és elkötelezettség – írja –, amellyel az élet feladta kérdésekre a válaszokat kereste [...], a legnagyobbak közé emeli Madáchot. A példát mutató klasszikusok közé, akik nem tették a magányt filozófiai végkövetkeztetéssé."
Az esztétikai és filozófiai elvontságokból a reális történelembe – az 1848-at megelőző és követő álmokba és csalódásokba – visszahelyezett s így tanulságaival újra történelmet termő Tragédia a szerző halálának centenáriumát világirodalmi párhuzamokba állítva is új kor-vállalásra késztet. Tudor Vianu román irodalomtörténésznek a budapesti Helikonban megjelent tanulmánya Mihai Eminescu Memento mori c. elbeszélő költeményét hasonlítja össze Madách művével, kijelentve, hogy „a pesszimista történelmi koncepció, mely Eminescunál zordonabb, Madáchnál felcsillanni enged valami reménységsugár-félét". Kettőjüket a román és a magyar nemzet szellemi ősének vallja. Jancsó Elemér Madách és a világirodalom c. alatt von párhuzamokat a Tragédia és az 1848-as forradalmak vérbefojtását megörökítő – tehát szintén a történelem valóságából kiinduló – európai irodalmak között, és a közös hajtóerőt az emberi boldogság és életet betöltő cél keresésében látja.
Az új Madách-kép jutott kifejezésre a centenáris Tragédia-előadás kapcsán is Kolozsvárt. Rappaport Ottó 1965-ös rendezése Marosi Péter Utunkbeli kritikája szerint azért vált méltóvá a nagy feladathoz, mert „újszerűsége tömegeket vitt közelebb a Tragédia korszerű értelmezéséhez". Az egy emberként felfogott Ádám-Éva-Lucifer hármas tragikus küzdelme ebben az értékelésben „egy adott lét ellentmondásaival, gyarlóságaival" a mű humán lényegét találta el.
Maga a rendező 1973-ban, újabb Madách-évforduló alkalmából, így magyarázza az akkori színpadi sikert: "Nem ismerek egyetlen színpadi művet sem, amely olyan mélyen, egészen és igazán szólna a mi korunk emberének sorskérdéseiről: amely őszintébb, valóságosabb, igazabb – nem elvont, nem általános, hazug és illuzórikus, nem hitegető és félrevezető, hanem emberi, éppen ezért elfogadhatóbb – választ adna a lét ellentmondásos kérdéseire, mint a Tragédia. Madách Imre ezt a választ a színpadi érzékelhetőség, a teatralizált gondolatiság poetikus nyelvén fogalmazta meg, amely Brechtet, Pirandellót, Millert, Beckettet száz évvel megelőzve, a modern színpadművészet minden fontosabb alkotóelemét magába foglalja." Az erdélyi helyzetből fogant történelmi valóságszemlélet ezt a Madách-képet vitte színpadra.
Érthető, hogy Madách születésének 150. évfordulóján, 1973-ban, a Makkai Sándor "magunk revíziójá"-n és Tavaszy Sándor "önösszeszedés"-hirdetésén elindult s a maga nemzeti identitását a változott társadalmi körülmények közt is megvalósítani kívánó erdélyi magyarság lelkiismeretében feltámad az öngyilkossá vált Teleki László örökébe lépő Madách politikai hitvallomása az 1861-es pesti országgyűlésen, ahol az 1848-as törvények visszaállítását nem "felirat", hanem "határozat" alakjában követelte... Így újul fel a Tragédia mellett a másik remekmű, az ugyancsak politikai fogantatású és közéleti tanulságokat rejtő Mózes jelképes emléke is. "A költői álom, a vezető optimista tragédiája túlélte a szerző korát – írja e sorsdrámáról az ünneplő Korunk –, s ma kibontakozó magatartás-irodalmunk számára képes beszédében erkölcsi indokokat ajánl, amikor azokat avatja »nagy«-gyá, akik a demoralizálódás ellenszeréül a demokráciát mozdítják elő, régi megalázások és megalázkodások felszámolásával, az emberség merőben »új« törvénye szerint." A Korunk e számában Bretter György is beható Madách-elemzés során jut el ama sarkigazságig, hogy "...a rációban hinni kell, a humanizmust viszont megvalósítani. [...] az élet munkál bennünk s ennek parancsa: élni kell." Ugyanitt Dávid Gyula ismerteti a román kritika rangos felvonulását a Tragédia Goga-féle fordításának megjelenésekor.
A teljes befogadás légkörében kétszer is megjelent Az ember tragédiája Romániában: 1973-ban Páskándi Géza utószavával a Kriterion Könyvkiadó, 1982-ben Kántor Lajos bevezetőjével a Dacia Könyvkiadó kiadásában. Közkinccsé vált ugyancsak Kántor Lajos bevezetőjével egy Téka-kötetnyi Madách-levél is. 1983-ban, az író születésének 160. évfordulója alkalmából az Utunk Keszthelyi András, a Református Szemle Tőkés István, A Hét Deák Tamás, a Korunk Szász János megemlékezéseivel ünnepelt.